# Orlová (Nízké Tatry)
Orlová patří k nejvyšším vrcholům Nízkých Tater. Výrazná kuželovitá hora leží v jejich hlavním hřebeni, v geomorfologickém podcelku Kráľovohoľské Tatry mezi Bartkovou (1 km západně) a Kráľovou hoľou (4 km východně) nad obcí Pohorelá. 
Jako i okolní vrchy i Orlová má travnatý vrchol s množstvím skalních útvarů, poskytující široký rozhled. Na západním předvrcholu Orlové je postaven kovový dvojkříž.

## Přístup
- po  značce (turistická magistrála Cesta hrdinů SNP) z východu od Kráľovy hole, resp. ze západu od Bartkové
- po  z Pohorelé přes Ždiarské sedlo